# ガンマン大連合
『ガンマン大連合』（原題：Vamos a matar, compañeros）は、1970年制作のマカロニ・ウェスタン。セルジオ・コルブッチ監督、フランコ・ネロ主演。

## あらすじ
メキシコ革命の最中。革命軍の占領下にある町にスウェーデンの武器商人ヨドラフが、モンゴ将軍との商談のために訪れる。しかし、ヨドラフは宿泊先でモンゴと対立するサントス派の学生たちと出会い、彼らの逃亡を手助けしたためにモンゴの副官バスコに捕まり処刑されそうになる。執行寸前にモンゴが町に到着してヨドラフは解放され、バスコは副官を解任される。元々革命に興味のないモンゴは、町にある銀行のスウェーデン製金庫を開けて、ヨドラフと金を山分けして姿を消そうと考える。しかし、ヨドラフの力でも金庫の鍵は開けられず、唯一金庫を開けられるサントス教授はアメリカ軍の砦に監禁されていた。ヨドラフはサントスの救出を提案し、モンゴはバスコを監視役に付けて、二人にサントスの救出を命令する。
二人はメキシコ軍とトラブルを起こして列車に乗り込むが、サントス派の一員でバスコから辱めを受けたローラが仲間を率いて列車強盗を働く。ヨドラフは隙を見て列車を奪い、バスコを置いて一人でアメリカに向かうが、途中で彼に恨みを抱く同業者ジョンに捕まり殺されそうになる。追い着いたバスコに助け出されたヨドラフはアメリカに入国して砦のある町に乗り込むが、そこにはジョンも滞在しており、アメリカの資本家たちから「石油採掘の利権を守るためにサントスを殺せ」という依頼を受けていた。ヨドラフは顔見知りの娼婦の協力を得て砦に侵入し、バスコが砦に放火して騒ぎを起こした隙にサントスを救出しようとするが、非合法・非暴力を貫く彼は脱出を拒んだため、ヨドラフは強引に彼を連れ出す。
三人はメキシコ国境まで辿り着き、修道士に変装して国境を越えようとするが、先回りしていたジョンに変装を見抜かれてしまい、メキシコ軍相手に銃撃戦を仕掛け、その隙に自動車を奪い逃走する。逃走に成功したものの、自動車が故障して川に転落してしまい、三人は徒歩でモンゴの元に向かおうとするが、ヨドラフとバスコが喧嘩をした隙にサントスは逃げ出し、ジョンに捕まってしまう。一方の二人もローラたちに捕まってしまい殺されそうになるが、サントスを助け出すために彼女たちに協力を申し出る。ヨドラフたちはメキシコ軍の駐屯地に向かい、処刑寸前のサントスを助け出す。サントスに逃げられたジョンはモンゴと手を組み、捕虜にしていたサントス派の学生たちと引き換えにサントスの引き渡しを要求し、サントスは要求を受け入れる。
サントスは一人でモンゴの元に向かうが、後を付けていたヨドラフとバスコは協力してモンゴたちに戦いを挑む。二人の活躍でモンゴの一味は全滅し、モンゴは命乞いをする。サントスの意志でモンゴは助命されたが、モンゴはサントスを殺そうとしたため、駆け付けた学生たちに射殺される。一件落着した後、ヨドラフはサントスから金庫の番号を聞き出して金庫を開けるが、中には僅かな金と穀物しか入っていなかった。ヨドラフは現金の代わりになるものを求め、教会の金のイエス像を盗み出し、教会でローラと結婚しようとしていたバスコは激怒し、彼に一騎打ちを挑む。
二人は一発で勝負を決めようと銃を構えるが、二人はジョン一味から互いを守るために発砲し、一味を射殺する。二人の弾丸が尽きたのを見計らいジョンが現れ二人を殺そうとするが、そこに銃を持ったサントスが現れ手を引くように要求する。ジョンはサントスを射殺するが、彼もヨドラフによって殺される。ヨドラフはメキシコ軍が迫っていることを知り逃げ出すが、迎え撃とうとするバスコやローラたちの姿を見て、戦いに加わるために町へと引き返してくる。

## キャスト
※括弧内は日本語吹き替え
- ヨドラフ - フランコ・ネロ（伊武雅之）
- エル・バスコ - トーマス・ミリアン（納谷六朗）
- ジョン - ジャック・パランス（小林清志）
- サントス教授 - フェルナンド・レイ（宮内幸平）
- ローラ - イリス・ベルベン（滝沢久美子）
- モンゴ将軍 - ホセ・ボダロ（藤本譲）
- 日本語吹替：初回放送1979年2月12日 TBS『ミッドナイト映画劇場』